# Mark Tauscher
Mark Gerald Tauscher (født 17. juni 1977 i Marshfield, Wisconsin, USA) er en tidligere amerikansk footballspiller, der spillede 11 år i NFL som offensive guard for Green Bay Packers.

## Klubber
- 2000-2010: Green Bay Packers